# 七道江镇
七道江镇，是中华人民共和国吉林省白山市浑江区下辖的一个乡镇级行政单位。

## 行政区划
七道江镇下辖以下地区：
江泰社区、新立村、黑沟村、驮道村、太平村、旱沟村、七道江村、群生村、团结村、鲜明村、通沟村、民华村、车道岭村、东山村、向阳村和东岗村。